# Делиль, Мишель
Мишель Делиль (фр. Michel Delisle; род. 1962, Квебек) — канадский конькобежец, специализирующаяся в шорт-треке. 4-х кратный чемпион мира, бронзовый призёр в абсолютном зачёте 1983 года.

## Биография
Мишель Делиль в 20 лет попал на чемпионат мира 1982 года в эстафетную команду, где удачно заменил Бенуа Бариля, канадцы выиграли 1 место и Делиль получил свою первую золотую медаль. Тогда он ещё не знал, что станет одним из основных конькобежцев в эстафетной команде. Начиная с 1982 года и заканчивая завершением своей карьеры в 1986 году Делиль 5 раз был призёром мировых чемпионатов, из них трижды выигрывал золото. Кроме того он неплохо выступал в личных соревнованиях, где дважды был бронзовым призёром на дистанции 1000 метров, получил золото на чемпионате мира в Токио на дистанции 1500 метров и занял второе место в абсолютном зачёте, уступив только своему партнёру по команде Луи Гренье.